# Évreux Football Club 27
Actualités
L'Évreux Football Club 27, abrégé en Évreux FC, est un club de football français fondé en 2009 et situé à Évreux.
Le club est le résultat de la fusion en juin 2009 de l'Évreux Athletic Club et de l'Amicale laïque de la Madeleine d'Évreux football, alors que les deux clubs évoluaient en Division d'honneur. Les deux clubs avaient joué auparavant au niveau national, ayant même disputé ensemble une saison de Division 4 en 1985-1986.
Si l'Évreux AC a disputé davantage de saisons au niveau national que l'ALM Évreux, cette dernière est connue pour avoir formé plusieurs joueurs professionnels internationaux (Bernard Mendy, Mathieu Bodmer, Steve Mandanda, Ousmane Dembélé). Depuis la fusion, Dayot Upamecano a également été formé au club, donnant une réputation de bon club formation à l'Évreux FC.
Le club finit premier de la saison 2014-2015 de DH Normandie et accède au championnat de CFA2 pour la saison 2015-2016.
L'EFC 27 seniors finit 4e de la CFA 2 en 2015/2016 et 10e en 2016/2017. Lors de cette dernière saison, l'équipe U19 du club valide son accession en championnat national en terminant sa saison invaincue, pendant que l'équipe U17 y valide son maintien. L'EFC 27 reste donc le seul club normand amateur à voir ses trois équipes élites en championnat national.
A l'issue de la saison 2022-2023, le club, alors en National 2, est exclu des compétitions nationales pour mauvaise gestion financière et se trouve relégué en Régional 2.

## Historique
L'Évreux Football Club 27 est un club de football français basé à Évreux fondé le 15 juin 2009 par la fusion de l'Évreux AC et de l'ALM Évreux. Ce nouveau club est créé le 15 juin 2009, à la suite de l'assemblée générale exceptionnelle et d'un projet de développement du football ébroïcien déposé conjointement par deux joueurs de football professionnel, Mathieu Bodmer (joueur du Paris Saint Germain) et Bernard Mendy (joueur du Stade brestois 29), tous deux issus de la ville d'Évreux et anciens joueurs du club de l'ALM Évreux.
Pour sa première, l'équipe fanion du club évolue en CFA 2 alors que la réserve joue en division d'honneur. L'Évreux FC 27 joue le premier match de coupe de France de son histoire le 20 septembre 2009 et se qualifie à l'issue des prolongations sur le score de 3-2 aux dépens de Gasny US club de Division d'Honneur Régionale. Pour sa première saison officielle, le club termine 4e de CFA2 après avoir été en possibilité d'espérer une deuxième place qui aurait pu être synonyme de montée. Le 13 octobre 2012, lors du cinquième tour de la coupe de France, l'Évreux FC 27 réalise l'exploit en battant l'US Quevilly 2-1, finaliste héroïque de la saison passée.
En mars 2013, Mendy et Bodmer quittent le club du fait de désaccords avec la direction en place. Au printemps 2015, le club remonte en National 3. Le 29 janvier 2020, en hommage à sa carrière et son engagement, le stade du 14 juillet est renommé le stade Mathieu-Bodmer. À l'issue de la saison 2021-2022, le club remporte le groupe Normandie de National 3 et accède au National 2 pour la première fois de son histoire.
Cependant, après avoir été sanctionné d'une pénalité de trois points au classement le 6 décembre 2022 par la DNCG, le club est finalement exclu des compétitions nationales à l'issue de la saison 2022-2023 pour mauvaise gestion financière.

## Identité

Logo d’Évreux Football Club 27 jusqu'en 2018.
Logo depuis 2018.

## Résultats sportifs

### Palmarès
- National 3 - Groupe Normandie
  - Champion : 2022

- DH Normandie (1)
  - Champion : 2015

### Bilan saison par saison
| Saison    | Division   | Clas. | Pts. | M.J. | Vic. | Nuls | Déf. | B.P. | B.C. | D.B. | Coupe de France                              | Coupe de Normandie                                |
| --------- | ---------- | ----- | ---- | ---- | ---- | ---- | ---- | ---- | ---- | ---- | -------------------------------------------- | ------------------------------------------------- |
| 2009-2010 | CFA2 A     | 4e    | 77   | 30   | 13   | 8    | 9    | 30   | 33   | -3   | éliminé au 6e tour 1-2 par l'US Luneray (DH) | éliminé en 8e de finale 0-4 par l'ESM Gonfreville |
| 2010-2011 | CFA2 A     | 13e   | 67   | 30   | 8    | 13   | 9    | 31   | 33   | -2   |                                              |                                                   |
| 2011-2012 | DH         | 4e    | 75   | 26   | 15   | 4    | 7    | 59   | 30   | +29  |                                              |                                                   |
| 2012-2013 | DH         | 4e    | 75   | 26   | 14   | 7    | 5    | 53   | 30   | +23  | éliminé au 8e tour 0-1 par Le Mans FC (L2)   |                                                   |
| 2013-2014 | DH         | 2e    | 69   | 26   | 11   | 10   | 5    | 43   | 33   | +10  | éliminé au 6e tour 1-2 par l'AM Neiges (DH)  |                                                   |
| 2014-2015 | DH         | 1er   | 91   | 26   | 20   | 5    | 1    | 58   | 23   | +35  | éliminé au 5e tour 2-3 par Pont-Audemer (PH) |                                                   |
| 2015-2016 | CFA 2 H    | 5e    | 63   | 26   | 9    | 10   | 7    | 29   | 29   | +0   |                                              |                                                   |
| 2016-2017 | CFA 2 B    | 10e   | 29   | 26   | 8    | 5    | 13   | 23   | 35   | -12  |                                              |                                                   |
| 2017-2018 | National 3 | 3e    | 46   | 26   | 14   | 4    | 8    | 51   | 27   | +24  |                                              |                                                   |
| 2018-2019 | National 3 | 2e    | 53   | 26   | 14   | 11   | 1    | 51   | 24   | +27  |                                              |                                                   |
| 2019-2020 | National 3 | 2e    | 30   | 17   | 8    | 6    | 3    | 25   | 18   | +7   |                                              |                                                   |
| 2020-2021 | National 3 | 11e   | 6    | 6    | 2    | 0    | 4    | 7    | 9    | -2   |                                              |                                                   |
| 2021-2022 | National 3 | 1er   | 60   | 26   | 19   | 3    | 4    | 69   | 24   | +45  |                                              |                                                   |

## Personnalités

### Entraîneurs
| Nom                | Période     |
| ------------------ | ----------- |
| Abdel Bouchelaghem | 2009-2010   |
| Eric Fouda         | 2010-2011   |
| Gerald Thiery      | 2011-2012   |
| Dramane Dillain    | 2012-2019   |
| Christophe Taine   | 2019-2020   |
| Romaric Bultel     | Depuis 2020 |

### Joueurs
- Ousmane Dembélé
- Aloïs Confais
- Samuel Grandsir
- Dayot Upamecano
- Rafik Guitane